# Debian
Debian (phát âm /ˈdɛbiən/), hay còn gọi là Debian GNU/Linux, là một hệ điều hành máy tính phổ biến được cấu thành hoàn toàn từ phần mềm tự do, được phát triển từ sự cộng tác của các tình nguyện viên trên khắp thế giới trong Dự án Debian. Dự án Debian lần đầu tiên được công bố vào ngày 16 tháng 8 năm 1993 bởi Ian Murdock. Debian 0,01 được phát hành vào ngày 15 tháng 9 năm 1993, và bản phát hành stable (ổn định) đầu tiên được phát hành vào năm 1996. Nhánh phát hành stable là phiên bản phổ biến nhất cho máy tính cá nhân và máy chủ sử dụng Debian, và được sử dụng làm nền tảng cho nhiều bản phân phối khác.
Công việc của dự án được thực hiện trên mạng Internet bởi một nhóm tình nguyện viên do Trưởng Dự án Debian hướng dẫn và ba tài liệu cơ bản: Hợp đồng Xã hội Debian, Hiến pháp Debian và Nguyên tắc Phần mềm Tự do Debian.
Từ lúc sáng lập dự án, những thành viên tham gia đã quyết định rằng Debian sẽ được phát triển công khai và tự do phân phối theo tinh thần của Dự án GNU. Quyết định này thu hút được sự chú ý và ủng hộ của Quỹ Phần mềm Tự do, đơn vị đã tài trợ dự án một năm kể từ tháng 11 năm 1994 đến tháng năm 1995. Sau khi tài trợ từ Quỹ Phần mềm Tự do kết thúc, Dự án Debian đã thành lập tổ chức phi lợi nhuận Software in the Public Interest nhằm huy động hỗ trợ tài chính cho Dự án Debian và một số dự án mã nguồn mở khác.
Tất cả bản phát hành Debian đều có nguồn gốc từ Hệ Điều Hành GNU, sử dụng GNU userland và Thư viện GNU C (glibc), các nhân khác ngoài Linux kernel cũng có sẵn, chẳng hạn như BSD kernels và GNU Hurd microkernel.

## Lịch sử
Debian được thành lập vào năm 1993 bởi Ian Murdock khi còn là sinh viên tại Đại học Purdue. Ian Murdock viết Tuyên ngôn Debian kêu gọi xây dựng một bản phân phối Linux được quản lý theo phong cách mở, trong tinh thần của Linux và GNU. Tên "Debian" được Ian Murdock đặt ra bằng cách kết hợp tên của bạn gái lúc bấy giờ (bây giờ là vợ) của anh là Debra với tên của chính anh Ian.

## Đặc điểm
Hiện tại có rất nhiều hệ điều hành Linux được xây dựng dựa trên Debian GNU/Linux, trong đó có Ubuntu, Linux Mint, Knoppix, MEPIS, DreamLinux, Damn Small Linux và các hệ điều hành khác.
Debian nổi tiếng với hệ thống quản lý gói của nó, mà cụ thể APT (công cụ quản lý gói cao cấp, Advanced Packaging Tool), chính sách nghiêm ngặt đối với chất lượng các gói và bản phát hành, cũng như tiến trình phát triển và kiểm tra mở. Cách thức làm việc này đã giúp cho việc nâng cấp giữa các bản phát hành và việc cài đặt hay gỡ bỏ các gói phần mềm được dễ dàng hơn.

## Phát hành
Các phiên bản của Debian vẫn được lấy tên mã (code name) theo các nhân vật phim hoạt hình Toy Story. Có một đặc điểm là phiên bản unstable (không ổn định) luôn luôn mang tên là sid (tên cậu bé hàng xóm phá phách trong phim Toy Story).
Phiên bản stable là phiên bản phát hành chính thức. Phiên bản testing là phiên bản sẽ trở thành phiên bản chính thức tiếp theo sau khi xác nhận là đã chạy ổn định. Phiên bản unstable là phiên bản rolling (quay), tức là luôn luôn ở trạng thái phát triển liên tục.

### Chu kỳ phát hành
Phiên bản ổn định của Debian được phát hành định kỳ mỗi 2 năm. Nó sẽ nhận được hỗ trợ chính thức trong khoảng 3 năm với bản cập nhật cho các bản sửa lỗi bảo mật hoặc các lỗi về sử dụng. Các phát hành phụ của mỗi phiên bản chính gọi là Point Releases được thông báo cứ vài tháng một lần bởi Stable Release Managers (SRM).
Debian cũng đã khởi chạy Dự án Hỗ trợ Dài hạn (LTS) của mình kể từ Debian 6 (Debian Squeeze). Đối với mỗi bản phát hành Debian, nó sẽ nhận được hai năm cập nhật bảo mật bổ sung được cung cấp bởi LTS Team sau khi kết thúc vòng đời (EOL). Tuy nhiên, sẽ không có bản phát hành phụ thêm nào được thực hiện. Hiện tại mỗi bản phát hành Debian có thể nhận được tổng cộng 5 năm hỗ trợ bảo mật.

## Các nhánh
|          |   |           |           |
| upstream |   |           |           |
|          | ↓ | đóng gói  | đóng gói  |
| package  |   |           |           |
|          | ↓ | tải lên   | tải lên   |
| incoming |   |           |           |
|          | ↓ | kiểm thử  | kiểm thử  |
| unstable |   |           |           |
|          | ↓ | chấp nhận | chấp nhận |
| testing  |   |           |           |
|          | ↓ | đóng băng | đóng băng |
| frozen   |   |           |           |
|          | ↓ | phát hành | phát hành |
| stable   |   |           |           |

Debian luôn luôn có ít nhất ba bản trong chế độ bảo trì tích cực, gọi là "stable", "testing" và "unstable".
stable (ổn định)Đây là bản được phát hành chính thức mới nhất của Debian, được xem là bản ổn định và dùng cho môi trường sản xuất, hoạt động chính thức.
testing (thử nghiệm)Bản này chứa các gói chưa được chấp nhận vào "stable" nhưng đang được xếp hàng để vào đó. Ưu điểm của bản này là nó có các phiên bản phần mềm gần như là mới nhất, khuyết điểm chính là nó chưa được kiểm tra hoàn toàn và không được nhóm bảo mật của Debian hỗ trợ.
unstable (không ổn định)Đây là nơi việc phát triển Debian tích cực diễn ra. Thông thường bản này được các nhà phát triển hoặc những người muốn dùng phần mềm mới nhất sử dụng.

## Trình quản lý gói
Hoạt động Trình quản lý gói có thể được thực hiện với nhiều công cụ khác nhau có sẵn trên Debian, từ công cụ mức thấp nhất dpkg đến giao diện tương tác như Synaptic. Công cụ tiêu chuẩn được đề nghị cho quản trị các gói trên hệ thống Debian là bộ công cụ apt.
dpkg cung cấp cơ sở hạ tầng cấp thấp cho các trình quản lý gói. Dữ liệu của dpkg chứa danh sách các phần mềm đã cài đặt trên hệ thống. Công cụ dpkg không được biết tới các kho phần mềm(repositories). Công cụ này có thể làm việc cục bộ trên máy với các tệp gói .deb, và thông tin từ cơ sở dữ liệu dpkg.

### APT tools

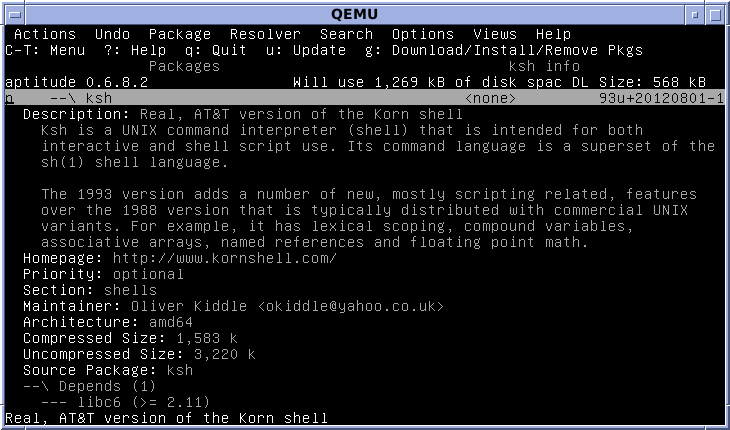
Sử dụng Aptitude để xem chi tiết các gói Debian

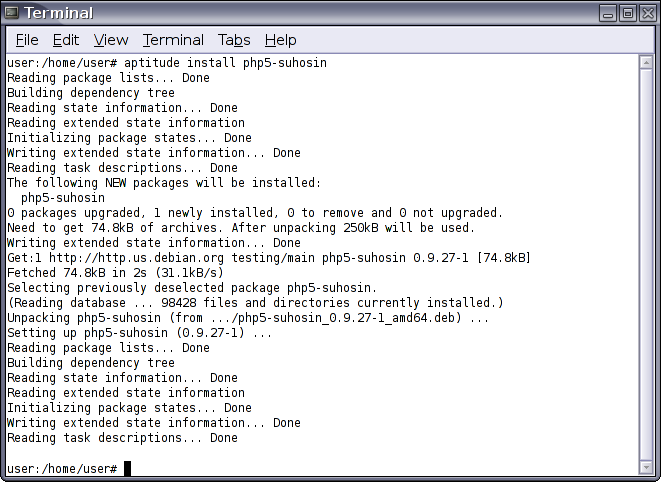
Gói được cài đặt với Aptitude

Advanced Packaging Tool (APT) là một công cụ cho phép người quản trị tải và phân giải các gói dependencies từ kho phần mềm. Công cụ APT chia sẻ thông tin phụ thuộc và bộ nhớ cached các gói.
- Aptitude là một công cụ yêu cầu một giao diên người dùng text-based. Chương trình có đặc điểm là khả năng tiềm kiếm các gói tốt hơn qua metadata.[10]
- apt-get và apt-cache là những lệnh của bộ công cụ quản lý gói tiêu chuẩn apt. apt-get cài đặt và xóa các gói, còn apt-cache được sử dụng để tìm kiếm các gói và hiển thị thông tin của chúng.[10]

### Các kho gói phần mềm
Bản tuyên bố Nguyên tắc Phần mềm Tự do Debian (DFSG) tuân thủ nghiêm ngặt định nghĩa của phần mềm tự do (FOSS), mặc dù hệ điều hành này chưa nhận được sự công nhận của Free Software Foundation vì sự có chứa các phần mềm độc quyền trong các kho gói phần mềm. Những gói phần mềm không tự do này được tách ra thành kho phần mềm riêng có tên gọi là non-free.
Danh sách các kho phần mềm khác của Debian:
- main chứa các phần mềm đã đạt được tiêu chuẩn DFSG.
- contrib chứa các phần mềm đã đạt được tiêu chuẩn DFSG, nhưng không đáp ứng với các tiêu chuẩn phần mềm tự do khác.Ví dụ, phần mềm bị phụ thuộc vào phần mềm độc quyền nào đó.
- non-free chứa các phần mềm không hẳn là tự do, tức có chứa các phần mềm độc quyền.

## Logo

Biểu tượng "xoáy" thể hiện khói ma thuật.

Biểu tượng "xoáy" được thiết kể bởi Raul Silva vào năm 1999 trong một cuộc thi thiết kế logo chính thức cho dự án.. Người thắng cuộc sẽ nhận được một hòm thư điện tử @debian.org, và một bộ CD cài đặt Debian 2.1 cho kiến trúc họ chọn. Không có tuyên bố chính thức nào về ý nghĩa của logo này, nhưng tại thời điểm logo được lựa chọn, mọi người cho rằng logo đặt diện cho khói ma thuật (hoặc thần) để làm cho máy tính hoạt động.
Một giả thuyết về nguồn gốc của logo Debian là Buzz Lightyear, nhân vật được chọn cho tên bản phát hành Debian đầu tiên, với một vòng xoáy ở cằm nhân vật này. Stefano Zacchiroli cũng gợi ý rằng xoáy này là xoáy Debian.